# Mestna občina Murska Sobota
Mestna občina Murska Sobota je ena od 12 mestnih občin v Republiki Sloveniji s sedežem v Murski Soboti. Po površini je najmanjša mestna občina v Sloveniji, po prebivalstvu (skoraj 19.000 ljudi) pa predzadnja. Poleg Murske Sobote je največji in najpomembnejši kraj Rakičan z več kot 1.500 prebivalci, kjer je pomurska regionalna Splošna bolnišnica Murska Sobota, skoraj tako številčni so tudi Bakovci, Černelavci in Krog, znana pa je tudi Pušča, ki je največje slovensko romsko naselje.

## Grb  Mestne občine Murska Sobota
Grb mesta Murska Sobota je bil leta 1996 izbran na javnem natečaju, njegov avtor pa je akademski slikar Sandi Červek. Grb na sodoben način povzema podobo ravninskega mesta, ki se kot srebrna črta blešči na robu horizonta nad katerim vzhaja in zahaja sonce. Tri sonca v grbu povezujejo sodobnost s srednjeveško zgodovino in so v podobi treh zlatih krogel tudi del legende o zavetniku mesta Sv. Nikolaju. Z zavetniki pa so povezani tudi tradicionalni sejmi, med katerimi še posebej izstopa Miklošev (Nikolajev) sejem, 6. decembra.
Grb so začeli uporabljati  27. decembra 1998.

## Naselja v občini
Bakovci, Černelavci, Krog, Kupšinci, Markišavci, Murska Sobota, Nemčavci, Polana, Pušča, Rakičan, Satahovci, Veščica.

## Mestne četrti in krajevne skupnosti
Murska Sobota se deli na naslednje mestne četrti:
- Mestna četrt Center
- Mestna četrt Ledava
- Mestna četrt Park
- Mestna četrt Partizan
- Mestna četrt Turopolje

V Mestni občini Murska Sobota pa so še naslednje krajevne skupnosti: 
- Rakičan
- Bakovci
- Krog
- Stahovci
- Pušča
- Černelavci
- Veščica
- Kupšinci
- Polana
- Markišavci
- Nemčavci